# Кольди (Карасайский район)
Кольди́ (каз. Көлді) — село в Карасайском районе Алматинской области Казахстана. Входит в состав Умтылского сельского округа. Код КАТО — 195255400.

## Население
В 1999 году население села составляло 1217 человек (593 мужчины и 624 женщины). По данным переписи 2009 года в селе проживал 1531 человек (768 мужчин и 763 женщины).